# 69. Międzynarodowy Festiwal Filmowy w Berlinie
69. Międzynarodowy Festiwal Filmowy w Berlinie odbył się w dniach 7-17 lutego 2019 roku. Imprezę otworzył pokaz duńskiego filmu Uprzejmość nieznajomych w reżyserii Lone Scherfig. W konkursie głównym zaprezentowanych zostało 16 filmów pochodzących z 14 różnych krajów.
Jury pod przewodnictwem francuskiej aktorki Juliette Binoche przyznało nagrodę główną festiwalu, Złotego Niedźwiedzia, izraelskiemu filmowi Synonimy w reżyserii Nadawa Lapida. Drugą nagrodę w konkursie głównym, Srebrnego Niedźwiedzia − Grand Prix Jury, przyznano francuskiemu obrazowi Dzięki Bogu w reżyserii François Ozona.
Honorowego Złotego Niedźwiedzia za całokształt twórczości odebrała brytyjska aktorka Charlotte Rampling. Był to pożegnalny festiwal dla dotychczasowego dyrektora imprezy, Dietera Kosslicka, który piastował tę funkcję od 2001 roku.

## Członkowie jury

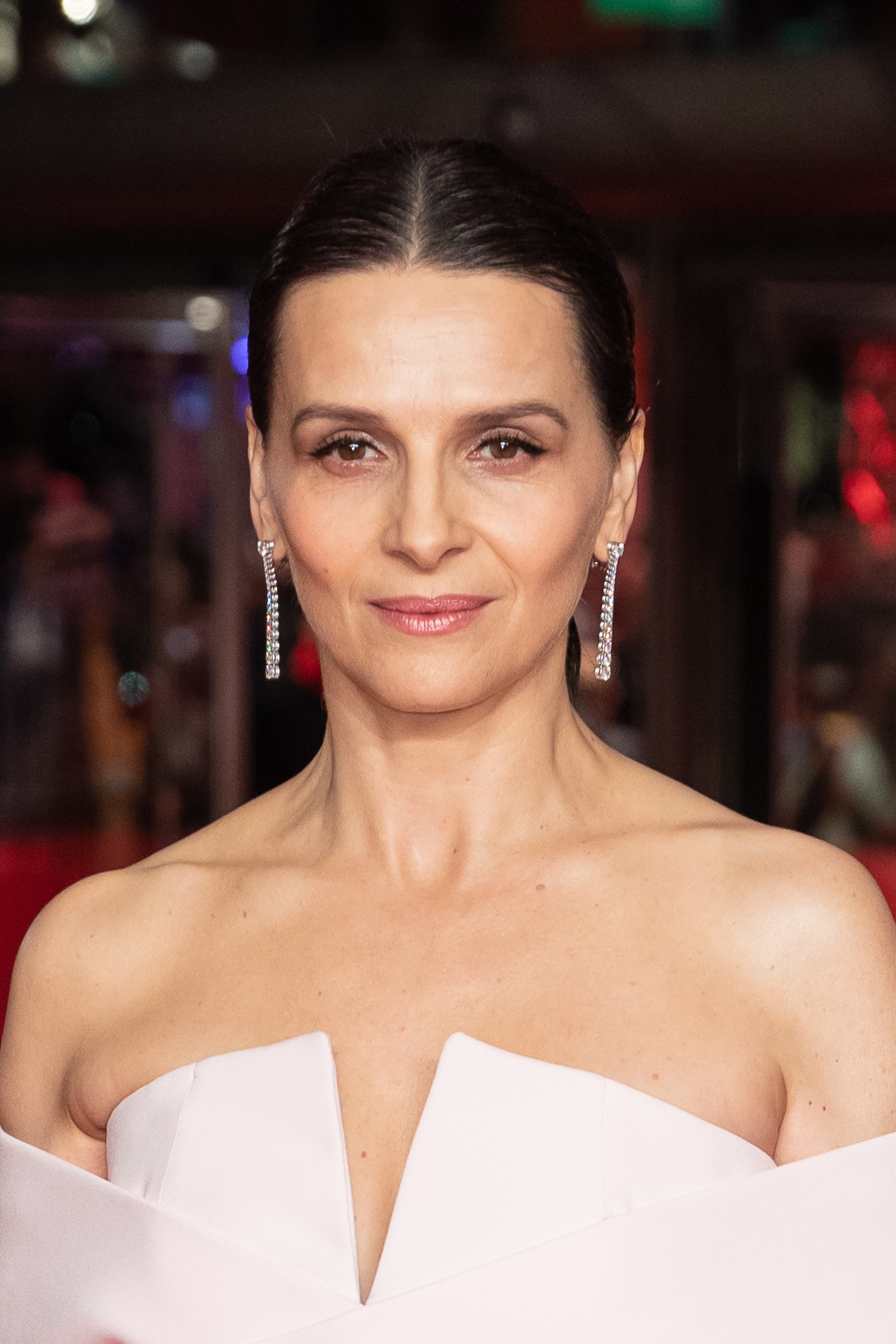
Przewodnicząca jury konkursu głównego Juliette Binoche.

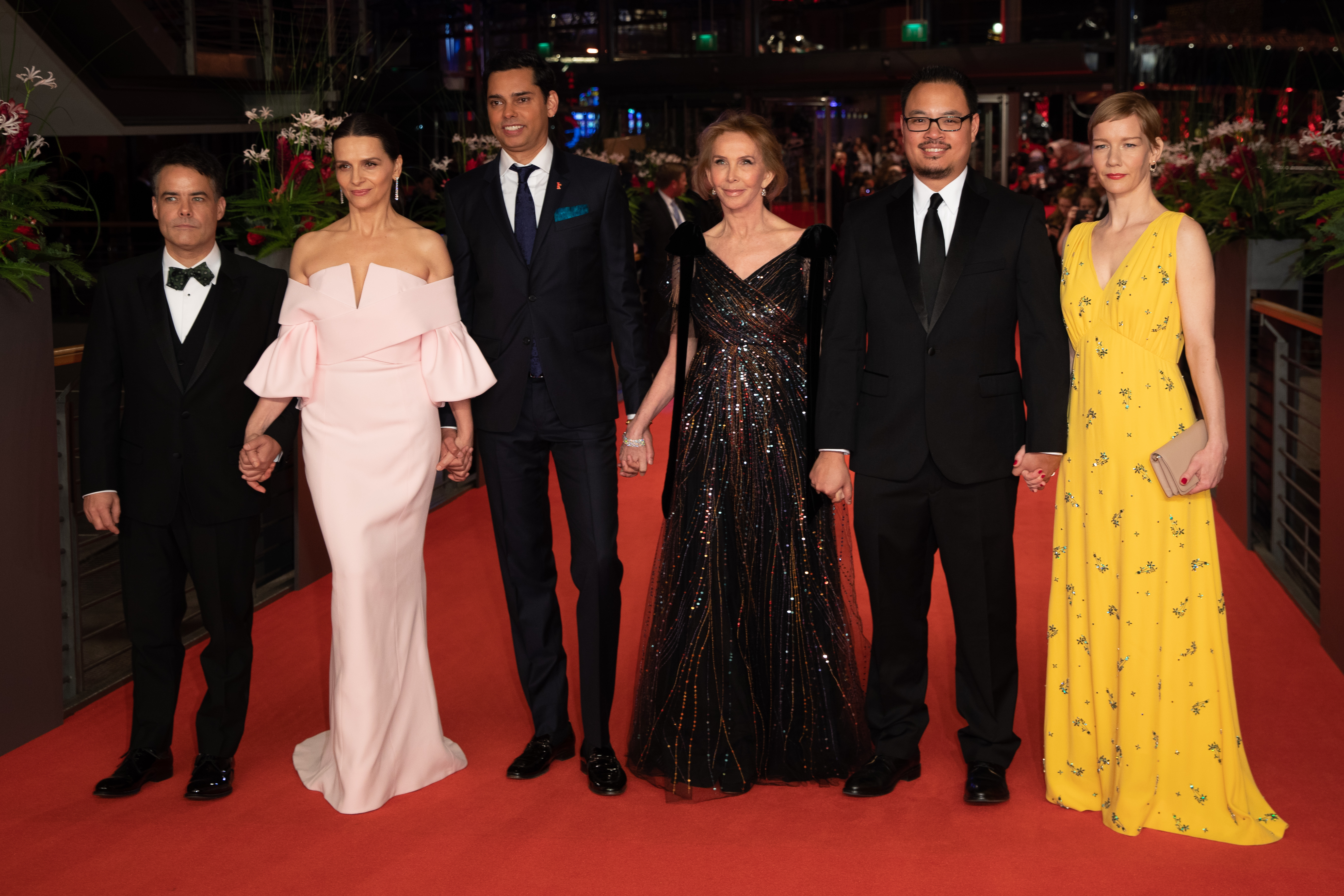
Jury konkursu głównego.

### Konkurs główny
- Juliette Binoche, francuska aktorka − przewodnicząca jury[7][8]
- Justin Chang, amerykański krytyk filmowy
- Sandra Hüller, niemiecka aktorka
- Sebastián Lelio, chilijski reżyser
- Rajendra Roy, kurator filmowy nowojorskiego Museum of Modern Art
- Trudie Styler, brytyjska producentka filmowa i aktorka

### Konkurs debiutów reżyserskich
- Katja Eichinger, niemiecka dziennikarka
- Alain Gomis, senegalski reżyser
- Vivian Qu, chińska reżyserka

### Konkurs filmów dokumentalnych
- Maria Bonsanti, dyrektorka programowa Eurodoc
- Gregory Nava, amerykański reżyser
- Maria Ramos, brazylijska reżyserka

### Konkurs filmów krótkometrażowych
- Jeffrey Bowers, amerykański kurator serwisu Vimeo
- Vanja Kaluđerčić, chorwacka selekcjonerka serwisu MUBI
- Koyo Kouoh, kameruńska kuratorka sztuki

## Selekcja oficjalna

### Otwarcie i zamknięcie festiwalu
|             | Tytuł                   | Reżyseria     | Kraj produkcji |
| ----------- | ----------------------- | ------------- | -------------- |
| Otwierający | Uprzejmość nieznajomych | Lone Scherfig | Dania          |
| Zamykający  | Synonimy                | Nadaw Lapid   | Izrael         |

### Konkurs główny
Następujące filmy zostały wyselekcjonowane do udziału w konkursie głównym o Złotego Niedźwiedzia i Srebrne Niedźwiedzie:
| Tytuł polski                         | Tytuł oryginalny                                                       | Reżyseria              | Kraj produkcji     |
| ------------------------------------ | ---------------------------------------------------------------------- | ---------------------- | ------------------ |
| Ziemia pod nogami                    | Der Boden unter den Füßen                                              | Marie Kreutzer         | Austria            |
| Żegnaj, mój synu                     | 地久天长 Di jiu tian chang                                             | Wang Xiaoshuai         | Chiny              |
| Elisa i Marcela                      | Elisa y Marcela                                                        | Isabel Coixet          | Hiszpania          |
| Złota Rękawiczka                     | Der Goldene Handschuh                                                  | Fatih Akın             | Niemcy             |
| Bóg istnieje, a jej imię to Petrunia | Господ постои, името ѝ е Петрунија Gospod postoi, imeto i' e Petrunija | Teona Strugar Mitewska | Macedonia Północna |
| Dzięki Bogu                          | Grâce à Dieu                                                           | François Ozon          | Francja            |
| Byłam w domu, ale...                 | Ich war zuhause, aber                                                  | Angela Schanelec       | Niemcy             |
| Uprzejmość nieznajomych              | The Kindness of Strangers                                              | Lone Scherfig          | Dania              |
| Opowieść o trzech siostrach          | Kız Kardeşler                                                          | Emin Alper             | Turcja             |
| Obywatel Jones                       | Mr. Jones                                                              | Agnieszka Holland      | Polska             |
| Öndög                                | Öndög                                                                  | Wang Quan’an           | Mongolia           |
| Piranie                              | La paranza dei bambini                                                 | Claudio Giovannesi     | Włochy             |
| Antologia duchów miasta              | Répertoire des villes disparues                                        | Denis Côté             | Kanada             |
| Synonimy                             | מילים נרדפות Synonymes                                                 | Nadaw Lapid            | Izrael             |
| Błąd systemu                         | Systemsprenger                                                         | Nora Fingscheidt       | Niemcy             |
| Kradnąc konie                        | Ut og stjæle hester                                                    | Hans Petter Moland     | Norwegia           |

Pierwotnie siedemnastym filmem konkursowym miał być chiński obraz Jedna sekunda w reżyserii Zhanga Yimou. Film został jednakże przez chińskie władze wycofany z konkursu w trakcie trwania festiwalu. Oficjalnym powodem były problemy z postprodukcją. Nieoficjalnie spekulowano na festiwalu o możliwych problemach reżysera z chińską cenzurą.

### Pokazy pozakonkursowe
Następujące filmy zostały wyświetlone na festiwalu w ramach pokazów pozakonkursowych:
| Tytuł polski                   | Tytuł oryginalny            | Reżyseria                     | Kraj produkcji    |
| ------------------------------ | --------------------------- | ----------------------------- | ----------------- |
| Pożegnanie z nocą              | L'adieu à la nuit           | André Téchiné                 | Francja           |
| Amazing Grace: Aretha Franklin | Amazing Grace               | Alan Elliott i Sydney Pollack | Stany Zjednoczone |
| Marighella                     | Marighella                  | Wagner Moura                  | Brazylia          |
| Perfekcjonistka                | המורה לאנגלית The Operative | Yuval Adler                   | Izrael            |
| Varda według Agnès             | Varda par Agnès             | Agnès Varda                   | Francja           |
| Vice                           | Vice                        | Adam McKay                    | Stany Zjednoczone |

### Sekcja „Berlinale Special”
| Tytuł polski                    | Tytuł oryginalny                                    | Reżyseria                                                 | Kraj produkcji    |
| ------------------------------- | --------------------------------------------------- | --------------------------------------------------------- | ----------------- |
| Antropocen: Epoka człowieka     | Anthropocene: The Human Epoch                       | Jennifer Baichwal, Nicholas de Pencier i Edward Burtynsky | Kanada            |
| O chłopcu, który ujarzmił wiatr | The Boy Who Harnessed the Wind                      | Chiwetel Ejiofor                                          | Wielka Brytania   |
| Brecht                          | Brecht                                              | Heinrich Breloer                                          | Niemcy            |
| Taka, jaką mnie chcesz          | Celle que vous croyez                               | Safy Nebbou                                               | Francja           |
| Mario Adorf: Mogło być gorzej   | Es hätte schlimmer kommen können – Mario Adorf      | Dominik Wessely                                           | Niemcy            |
| Wersy ulicy                     | गली बॉय Gully Boy                                     | Zoya Akhtar                                               | Indie             |
| Wszyscy na scenę!               | Lampenfieber                                        | Alice Agneskirchner                                       | Niemcy            |
| El Norte (1983)                 | El Norte                                            | Gregory Nava                                              | Stany Zjednoczone |
| Peter Lindbergh: Oczami kobiet  | Peter Lindbergh - Women's Stories                   | Jean-Michel Vecchiet                                      | Niemcy            |
| Fotografia                      | Photograph                                          | Ritesh Batra                                              | Indie             |
| Watergate (miniserial)          | Watergate                                           | Charles Ferguson                                          | Stany Zjednoczone |
| Die Toten Hosen w trasie        | Weil du nur einmal lebst – Die Toten Hosen auf Tour | Cordula Kablitz-Post                                      | Niemcy            |

### Sekcja „Panorama”
Następujące filmy zostały zaprezentowane w ramach sekcji „Panorama” (wyróżnione tytuły to zdobywcy nagrody publiczności):

#### Filmy fabularne
| Tytuł polski                     | Tytuł oryginalny                                                          | Reżyseria                             | Kraj produkcji    |
| -------------------------------- | ------------------------------------------------------------------------- | ------------------------------------- | ----------------- |
| 37 sekund                        | 37秒 37-Byō                                                               | Hikari                                | Japonia           |
| Oddech                           | Der Atem                                                                  | Uli M. Schüppel                       | Niemcy            |
| Krótka historia zielonej planety | Breve historia del planeta verde                                          | Santiago Loza                         | Argentyna         |
| Na powierzchni                   | Buoyancy                                                                  | Rodd Rathjen                          | Australia         |
| Ciało panny młodej               | Il corpo della sposa                                                      | Michela Occhipinti                    | Włochy            |
| Dafne                            | Dafne                                                                     | Federico Bondi                        | Włochy            |
| Boska miłość                     | Divino Amor                                                               | Gabriel Mascaro                       | Brazylia          |
| Pies szczekający na księżyc      | 再见，南屏晚钟 A Dog Barking at the Moon                                  | Zi Xiang                              | Chiny             |
| Trylogia o miłości: Uwiązani     | עינויים שלי Eynayim Sheli                                                 | Jaron Szani                           | Izrael            |
| Gra cieni                        | 风中有朵雨做的云 Feng zhong you duo yu zuo de yun                         | Lou Ye                                | Chiny             |
| Holy Beasts                      | La fiera y la fiesta                                                      | Laura Amelia Guzmán i Israel Cárdenas | Dominikana        |
| Równiny                          | Flatland                                                                  | Jenna Bass                            | Południowa Afryka |
| Wszyscy, których kocham          | Geschwister                                                               | Edward Berger                         | Niemcy            |
| Nazywam się Greta                | Greta                                                                     | Armando Praça                         | Brazylia          |
| Kiedy odejdę                     | היום שאחרי לאחת Hayom Sheachrey Lechti                                    | Nimrod Eldar                          | Izrael            |
| Hellhole                         | Hellhole                                                                  | Bas Devos                             | Belgia            |
| Jessica Forever                  | Jessica Forever                                                           | Caroline Poggi i Jonathan Vinel       | Francja           |
| Kwas                             | Кислота Kisłota                                                           | Aleksandr Gorczilin                   | Rosja             |
| Światło mojego życia             | Light of My Life                                                          | Casey Affleck                         | Stany Zjednoczone |
| Najlepsze lata                   | Mid90s                                                                    | Jonah Hill                            | Stany Zjednoczone |
| Członkowie rodziny               | Los miembros de la familia                                                | Mateo Bendesky                        | Argentyna         |
| Monos                            | Monos                                                                     | Alejandro Landes                      | Kolumbia          |
| O Beautiful Night                | O Beautiful Night                                                         | Xaver Böhm                            | Niemcy            |
| Szwy                             | Шавови Šavovi                                                             | Miroslav Terzić                       | Serbia            |
| Skin                             | Skin                                                                      | Guy Nattiv                            | Stany Zjednoczone |
| Pamiątka                         | The Souvenir                                                              | Joanna Hogg                           | Wielka Brytania   |
| Drgawki                          | Temblores                                                                 | Jayro Bustamante                      | Gwatemala         |
| Tajemnice Morza Sargassowego     | Το Θαύμα της Θάλασσας των Σαργασσών To thavma tis thalassas ton Sargasson | Syllas Tzoumerkas                     | Grecja            |
| Podróż Marty                     | El viaje de Marta                                                         | Neus Ballús                           | Hiszpania         |
| Idol                             | 우상 Woosang                                                              | Lee Su-jin                            | Korea Południowa  |

#### Filmy dokumentalne
| Tytuł polski                     | Tytuł oryginalny                                 | Reżyseria               | Kraj produkcji    |
| -------------------------------- | ------------------------------------------------ | ----------------------- | ----------------- |
| La Arrancada                     | La Arrancada                                     | Aldemar Matias          | Kuba              |
| PJ Harvey: A Dog Called Money    | A Dog Called Money                               | Seamus Murphy           | Irlandia          |
| Czekając na karnawał             | Estou Me Guardando Para Quando O Carnaval Chegar | Marcelo Gomes           | Brazylia          |
| Lemebel                          | Lemebel                                          | Joanna Reposi Garibaldi | Chile             |
| Midnight Traveler                | Midnight Traveler                                | Hassan Fazili           | Afganistan        |
| Normalny (-na)                   | Normal                                           | Adele Tulli             | Włochy            |
| Piękno i przemijanie             | Schönheit & Vergänglichkeit                      | Annekatrin Hendel       | Niemcy            |
| Ewa nie chce spać                | Searching Eva                                    | Pia Hellenthal          | Niemcy            |
| Selfie                           | Selfie                                           | Agostino Ferrente       | Włochy            |
| Serendipity                      | Serendipity                                      | Prune Nourry            | Stany Zjednoczone |
| Ustrzelić mafię                  | Shooting the Mafia                               | Kim Longinotto          | Irlandia          |
| System K                         | Système K                                        | Renaud Barret           | Francja           |
| Pogawędki o drzewach to zbrodnia | الحديث عن الأشجار Talking About Trees            | Suhaib Gasmelbari       | Sudan             |
| Arabowie zachodu                 | Western Arabs                                    | Omar Shargawi           | Dania             |
| Krytyczka. Sztuka Pauline Kael   | What She Said: The Art of Pauline Kael           | Rob Garver              | Stany Zjednoczone |

## Laureaci nagród

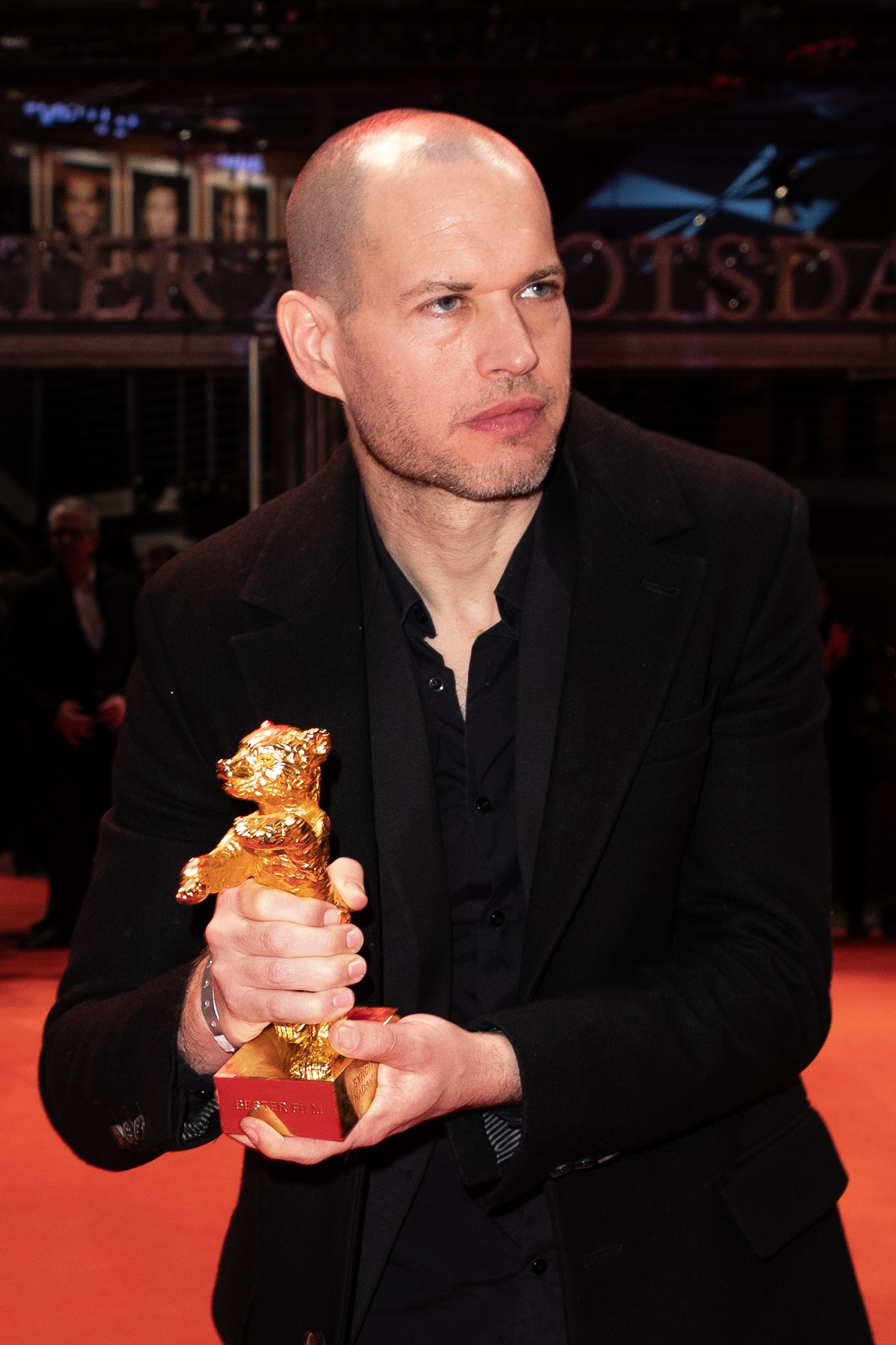
Nadaw Lapid ze Złotym Niedźwiedziem za film Synonimy.

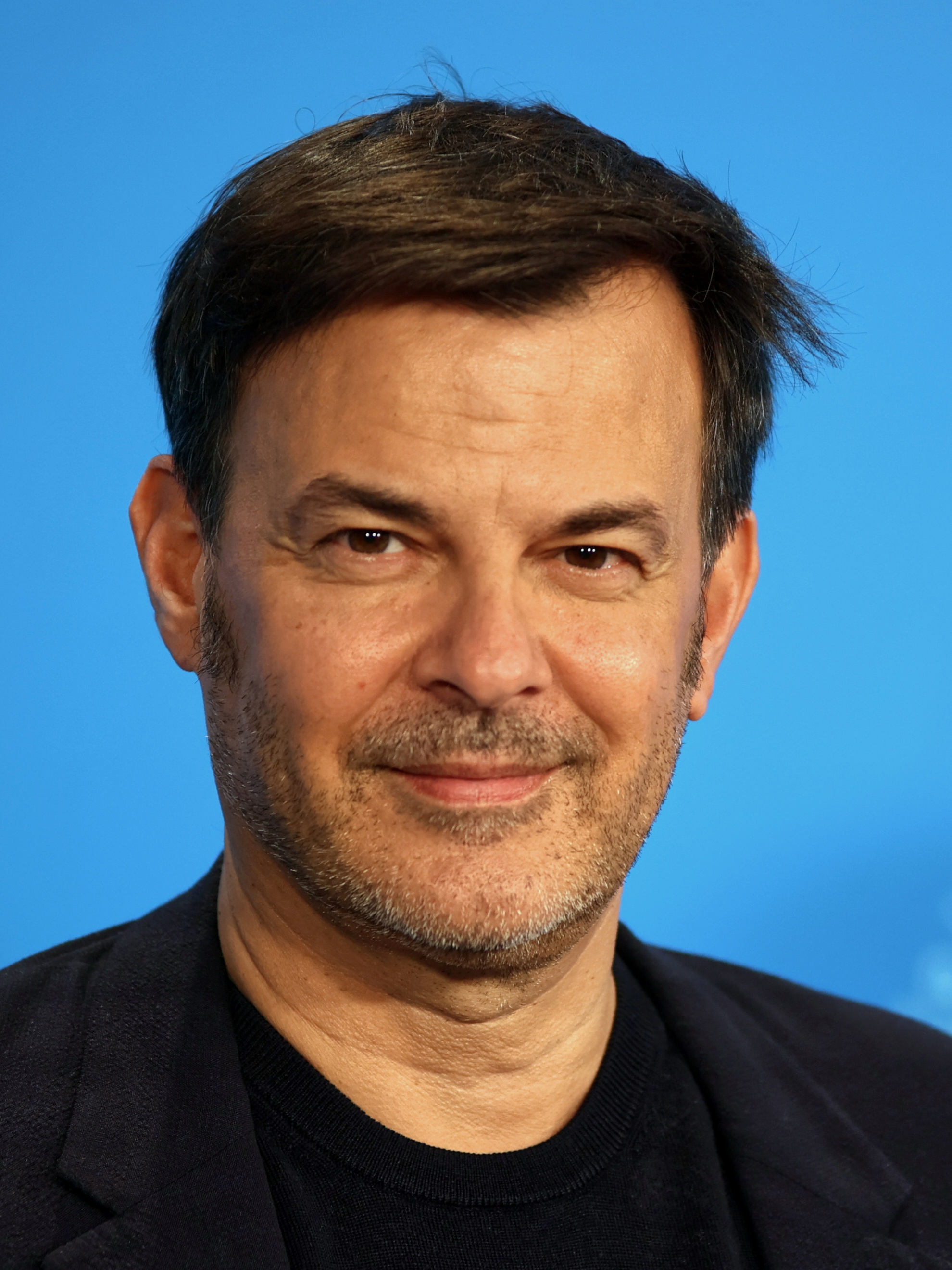
François Ozon, laureat Srebrnego Niedźwiedzia – Grand Prix Jury.

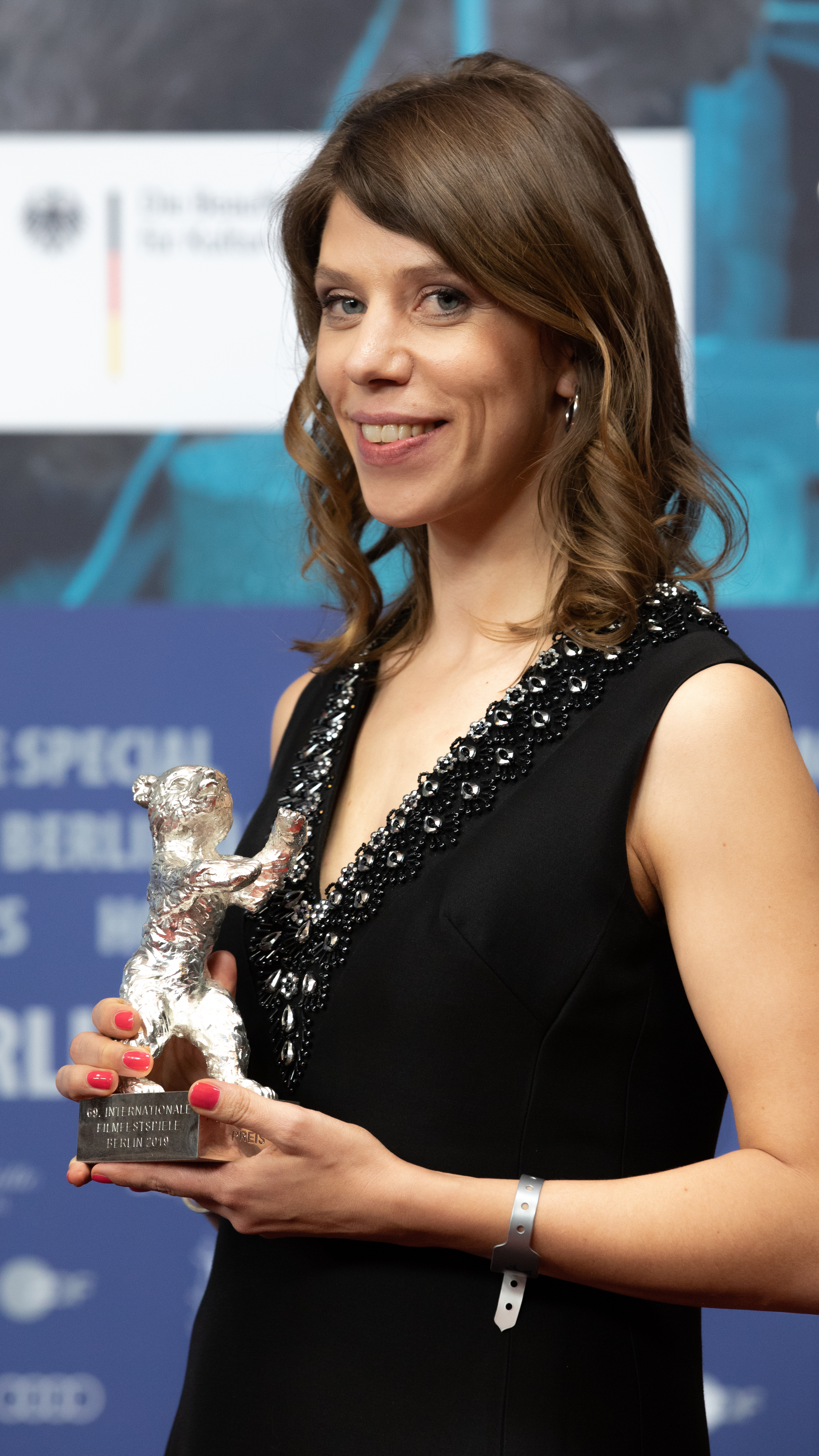
Nora Fingscheidt z Nagrodą im. Alfreda Bauera.

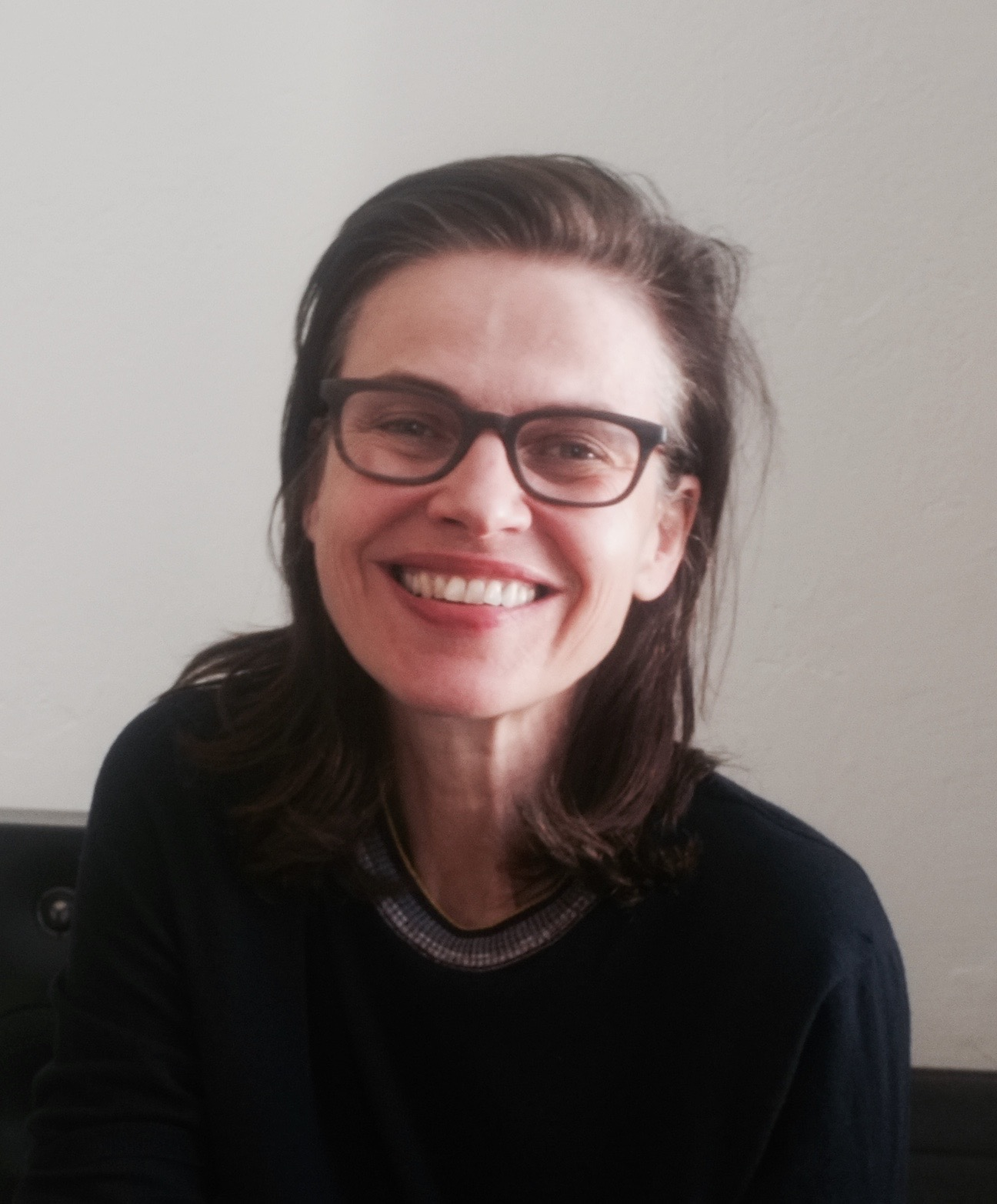
Angela Schanelec, zdobywczyni Srebrnego Niedźwiedzia dla najlepszego reżysera.

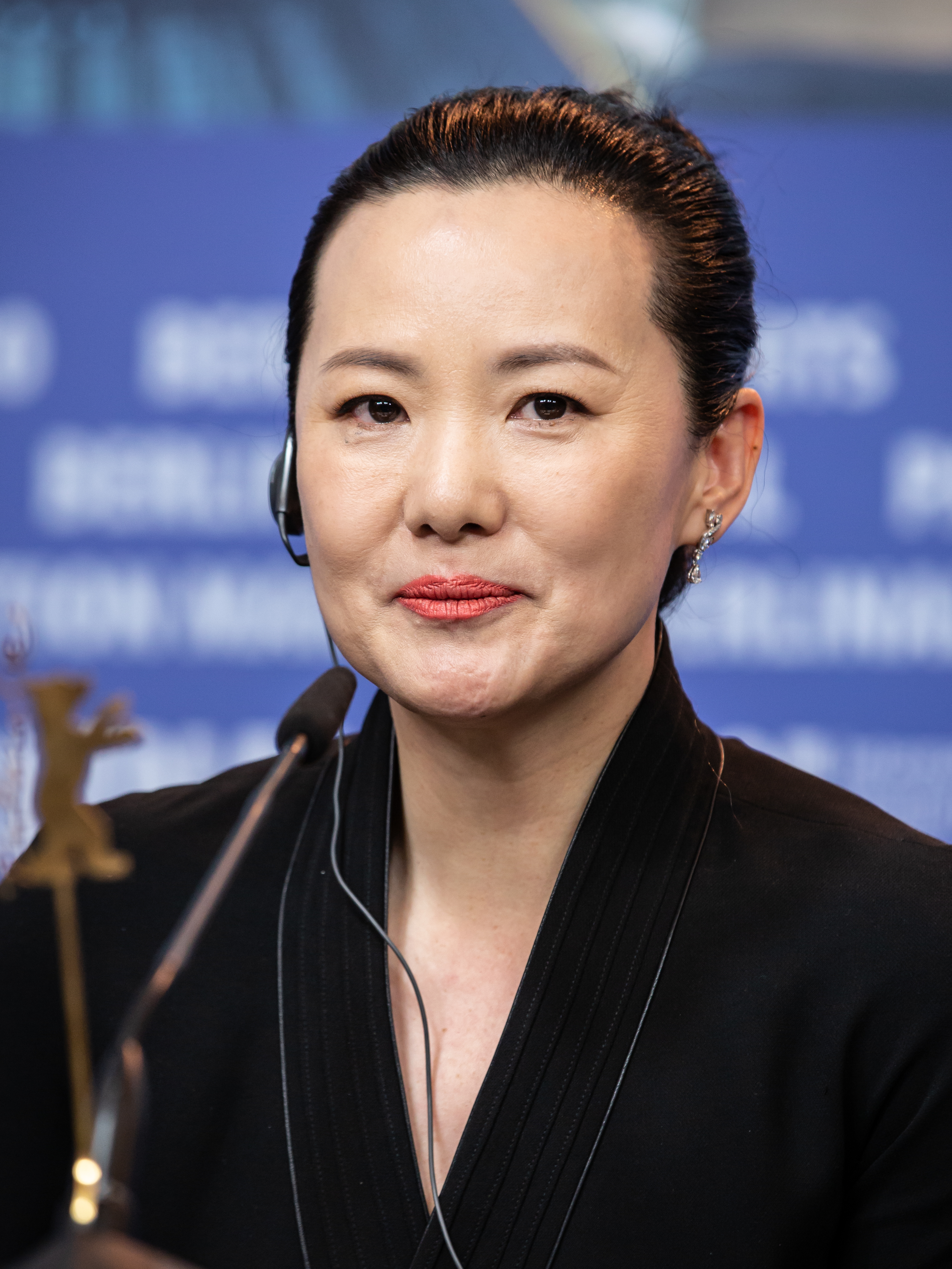
Yong Mei, laureatka Srebrnego Niedźwiedzia dla najlepszej aktorki.

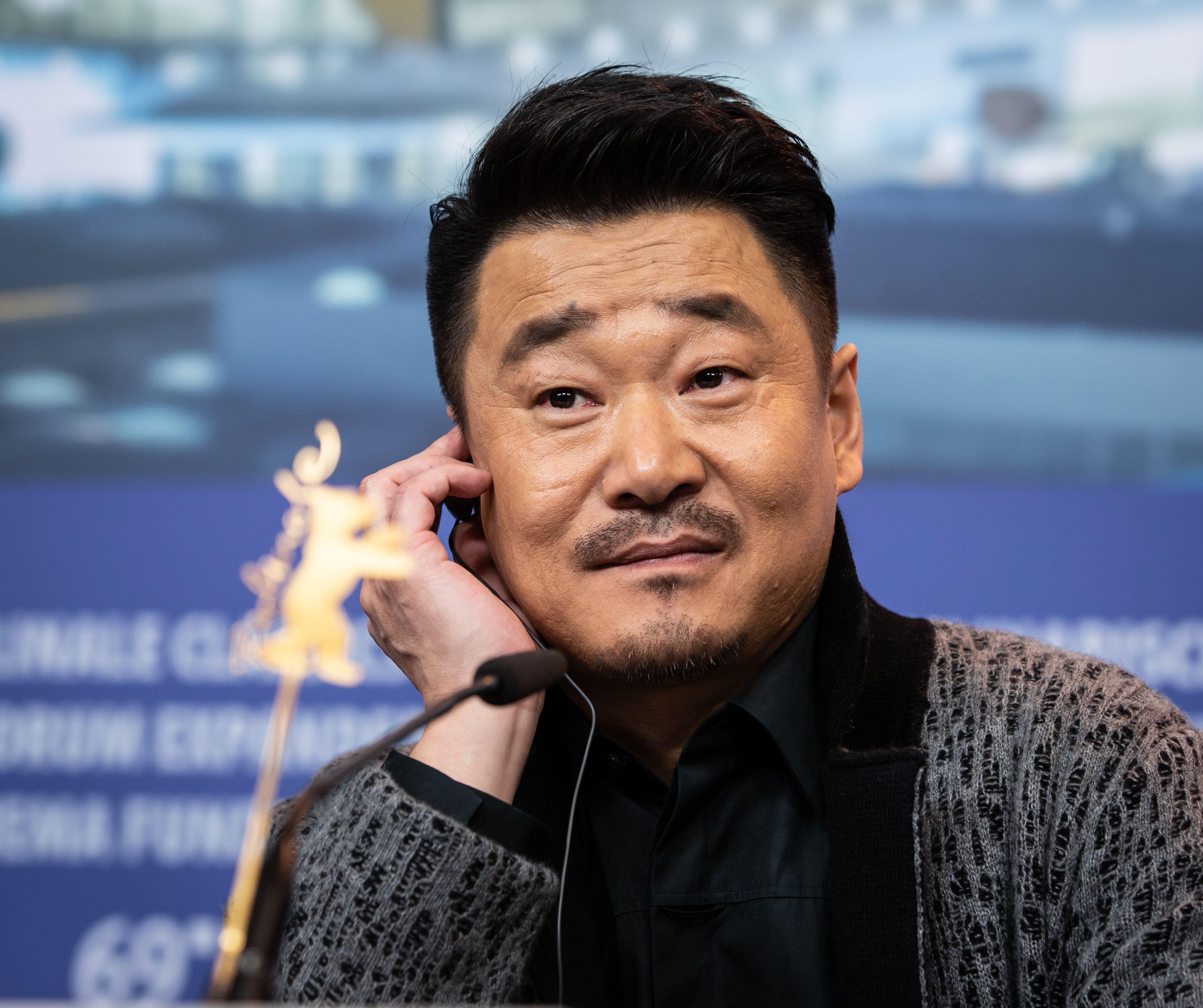
Wang Jingchun nagrodzony Srebrnym Niedźwiedziem dla najlepszego aktora.

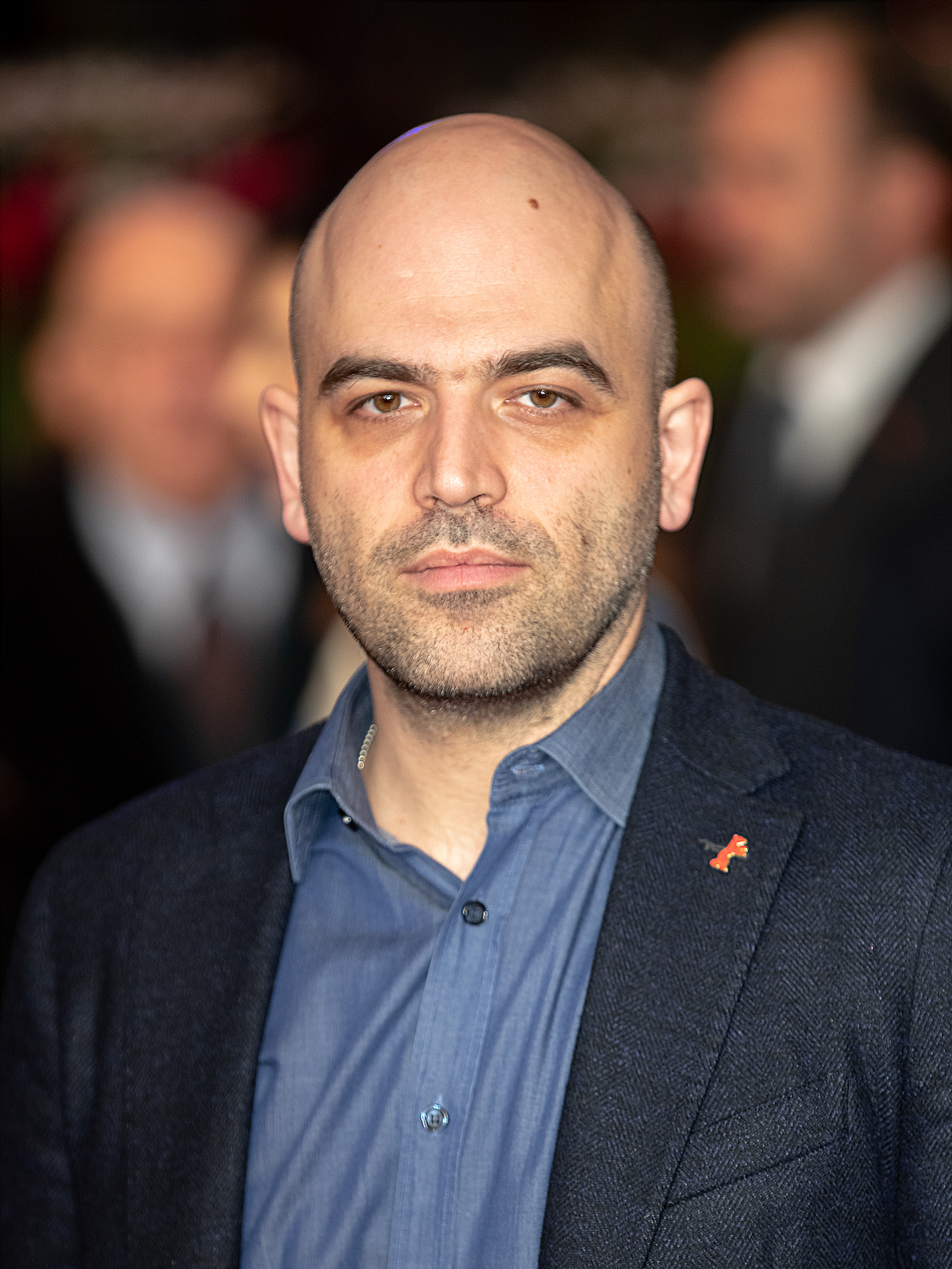
Roberto Saviano, nagrodzony Srebrnym Niedźwiedziem za najlepszy scenariusz.

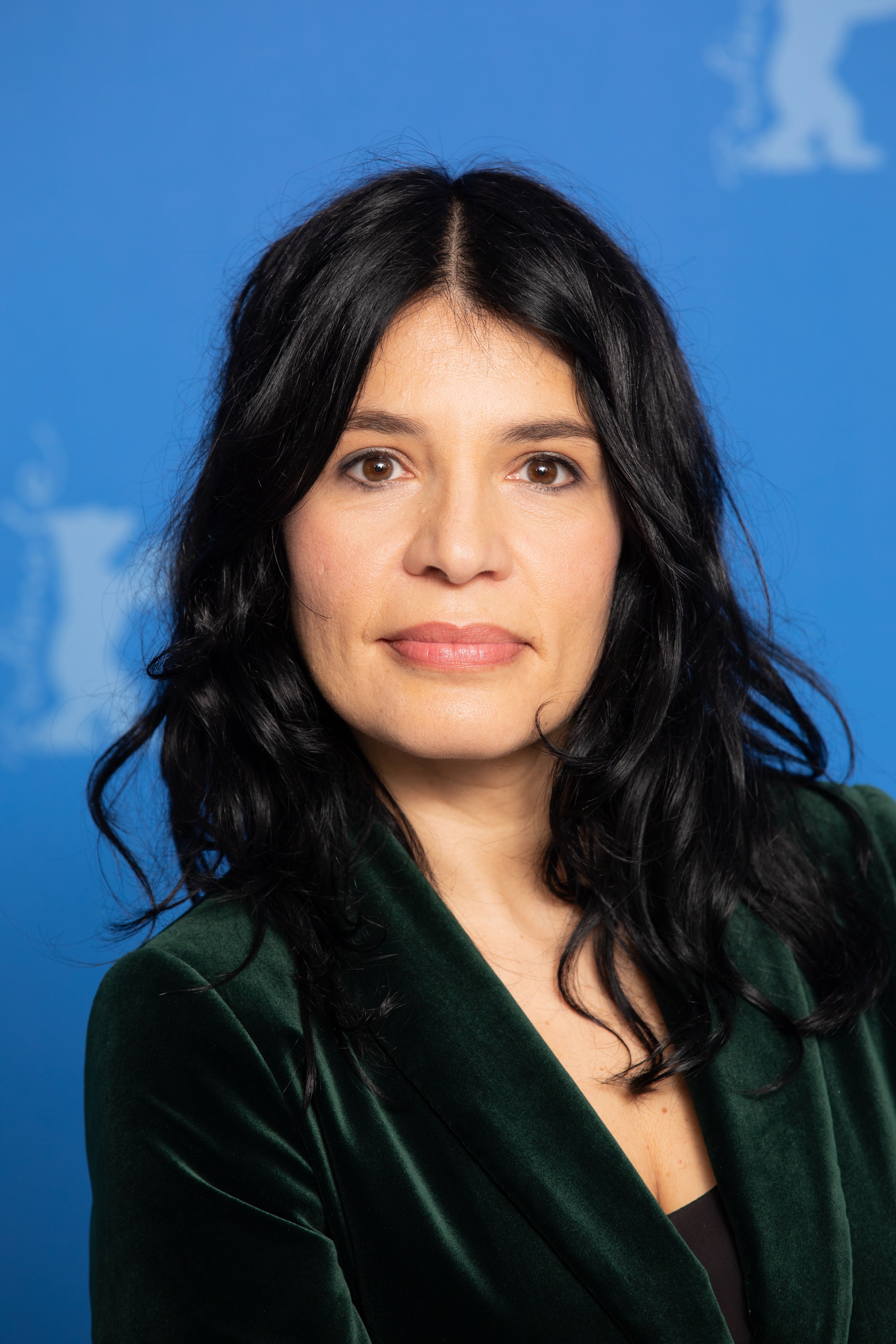
Teona Strugar Mitewska, wyróżniona Nagrodą Jury Ekumenicznego.

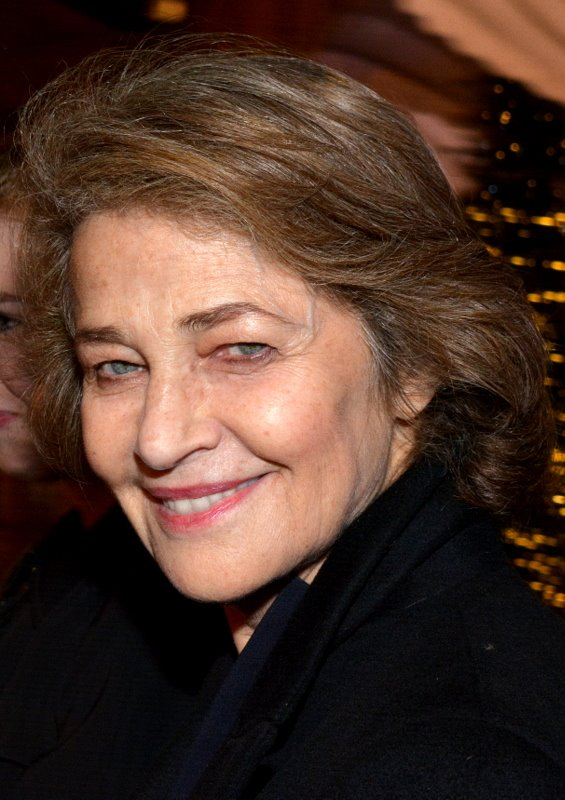
Charlotte Rampling, laureatka Honorowego Złotego Niedźwiedzia.

### Konkurs główny
Złoty Niedźwiedź
- Synonimy, reż. Nadaw Lapid

Srebrny Niedźwiedź – Nagroda Grand Prix Jury
- Dzięki Bogu, reż. François Ozon

Nagroda im. Alfreda Bauera za innowacyjność
- Błąd systemu, reż. Nora Fingscheidt

Srebrny Niedźwiedź dla najlepszego reżysera
- Angela Schanelec − Byłam w domu, ale...

Srebrny Niedźwiedź dla najlepszej aktorki
- Yong Mei − Żegnaj, mój synu

Srebrny Niedźwiedź dla najlepszego aktora
- Wang Jingchun − Żegnaj, mój synu

Srebrny Niedźwiedź za najlepszy scenariusz
- Maurizio Braucci, Claudio Giovannesi i Roberto Saviano − Piranie

Srebrny Niedźwiedź za wybitne osiągnięcie artystyczne
- Zdjęcia: Rasmus Videbæk − Kradnąc konie

### Konkurs debiutów reżyserskich
Nagroda GWFF za najlepszy debiut reżyserski
- Oray, reż. Mehmet Akif Büyükatalay

### Konkurs filmów dokumentalnych
Nagroda Glashütte Original za najlepszy film dokumentalny
- Pogawędki o drzewach to zbrodnia, reż. Suhaib Gasmelbari

### Konkurs filmów krótkometrażowych
Złoty Niedźwiedź dla najlepszego filmu krótkometrażowego
- Umbra, reż. Florian Fischer i Johannes Krell

Srebrny Niedźwiedź – Nagroda Jury
- Blue Boy, reż. Manuel Abramovich

Nagroda Audi dla filmu krótkometrażowego
- Rise, reż. Bárbara Wagner i Benjamin de Burca
  - Wyróżnienie:  Omarska, reż. Varun Sasindran

Kandydat do Europejskiej Nagrody Filmowej dla najlepszego filmu krótkometrażowego
- Sok z arbuza, reż. Irene Moray

### Sekcja „Generation”
Nagroda główna jury w sekcji „Generation Kplus”
- Film fabularny:  Pierwsze pożegnanie, reż. Wang Lina
  - Wyróżnienie:  Niezwykłe lato z Tess, reż. Steven Wouterlood

Nagroda specjalna jury w sekcji „Generation Kplus”
- Film krótkometrażowy:  Rozmiar rzeczy, reż. Carlos Felipe Montoya
  - Wyróżnienie:  Tata, reż. Atle Solberg Blakseth i Einar Dunsæd

Nagroda główna jury w sekcji „Generation 14plus”
- Film fabularny:  Gniazdo kolibra, reż. Kim Bora
  - Wyróżnienie:  Zaśpiewaj to, Bulbul, reż. Rima Das

Nagroda specjalna jury w sekcji „Generation 14plus”
- Film krótkometrażowy:  Liberty, reż. Faren Humes
  - Wyróżnienie:  Siostry Jarariju, reż. Jorge Cadena

Kryształowy Niedźwiedź – Nagroda główna jury dziecięcego w sekcji „Generation Kplus”
- Film fabularny:  Kolonia, reż. Geneviève Dulude-De Celles
  - Wyróżnienie:  Daniel, reż. Marine Atlan
- Film krótkometrażowy:  Po prostu ja i ty, reż. Sandrine Brodeur-Desrosiers
  - Wyróżnienie:  #hejt, reż. Eef Hilgers

Kryształowy Niedźwiedź – Nagroda główna jury młodzieżowego w sekcji „Generation 14plus”
- Film fabularny:  Głupie, młode serce, reż. Selma Vilhunen
  - Wyróżnienie:  My, małe zombie, reż. Makoto Nagahisa
- Film krótkometrażowy:  Tatuaż, reż. Farhad Delaram
  - Wyróżnienie:  Four Quartets, reż. Marco Alessi

### Nagrody gremiów niezależnych
Nagroda Jury Ekumenicznego
- Konkurs główny:  Bóg istnieje, a jej imię to Petrunia, reż. Teona Strugar Mitewska
- Sekcja „Panorama”:  Na powierzchni, reż. Rodd Rathjen
  - Wyróżnienie:  Midnight Traveler, reż. Hassan Fazili
- Sekcja „Forum”:  Ziemia, reż. Nikolaus Geyrhalter

Nagroda FIPRESCI
- Konkurs główny:  Synonimy, reż. Nadaw Lapid
- Sekcja „Panorama”:  Dafne, reż. Federico Bondi
- Sekcja „Forum”:  Dzieci umarłych, reż. Kelly Copper i Pavol Liska

Nagroda Stowarzyszenia Niemieckich Kin Studyjnych
- Bóg istnieje, a jej imię to Petrunia, reż. Teona Strugar Mitewska

Nagroda CICAE (Międzynarodowej Konfederacji Kin Studyjnych)
- Sekcja „Panorama”:  37 sekund, reż. Hikari
- Sekcja „Forum”:  Nasze porażki, reż. Jean-Gabriel Périot

Nagroda Label Europa Cinemas dla najlepszego filmu europejskiego
- Szwy, reż. Miroslav Terzić

Nagroda Teddy dla najlepszego filmu o tematyce LGBT
- Film fabularny:  Krótka historia zielonej planety, reż. Santiago Loza
- Film dokumentalny:  Lemebel, reż. Joanna Reposi Garibaldi
- Film krótkometrażowy:  Entropia, reż. Flóra Anna Buda
- Nagroda Specjalna Jury:  Pies szczekający na księżyc, reż. Lisa Zi Xiang
- Nagroda Specjalna:  Falk Richter

Nagroda Caligariego za innowacyjność w sekcji „Forum”
- Heimat to miejsce zawieszone w czasie, reż. Thomas Heise

Nagroda Pokoju
- Twój ruch, reż. Eliza Capai
  - Wyróżnienie:  Midnight Traveler, reż. Hassan Fazili /  System K, reż. Renaud Barret

Nagroda Amnesty International
- Twój ruch, reż. Eliza Capai

Nagroda im. Heinera Carowa w sekcji „Panorama”
- Piękno i przemijanie, reż. Annekatrin Hendel

Nagroda Compass w sekcji „Perspective Deutsches Kino”
- Urodzona w Evin, reż. Maryam Zaree

### Nagrody publiczności i czytelników
Nagroda publiczności w sekcji „Panorama”
- Film fabularny:  37 sekund, reż. Hikari
- Film dokumentalny:  Pogawędki o drzewach to zbrodnia, reż. Suhaib Gasmelbari

Nagroda czytelników „Berliner Morgenpost”
- Błąd systemu, reż. Nora Fingscheidt

Nagroda czytelników „Tagesspiegel”
- Potwory, reż. Marius Olteanu

Nagroda Teddy czytelników „Queer.de” dla filmu o tematyce LGBT
- Krótka historia zielonej planety, reż. Santiago Loza

### Nagrody honorowe i specjalne
Honorowy Złoty Niedźwiedź za całokształt twórczości
- Charlotte Rampling

Nagroda Berlinale Kamera za zasługi na rzecz festiwalu
- Sandra Schulberg
- Wieland Speck
- Agnès Varda
- Herrmann Zschoche[13]